# Stictoleptura apicalis
Stictoleptura apicalis là một loài bọ cánh cứng trong họ Cerambycidae.